# Roy Moore
Roy Thomas Moore (nascido em 1932) é um ex-ciclista australiano que competiu na prova de perseguição por equipes nos Jogos Olímpicos de Verão de 1956, representando a Austrália.